# Oscar Mauritz
 Oscar Mauritz  (* 24. Juli 1867 in Duisburg; † 6. Februar 1958 in Bremen) war ein deutscher Pastor und Domprediger am Bremer Dom.

## Biografie
Mauritz war der Sohn eines niederrheinischen, konservativen Kaufmanns; seine Mutter war die Tochter des Bremer Kaufmanns Jansen. Er wuchs mit seinen sechs jüngeren Geschwistern in einem kirchlich-konservativen Elternhaus auf.
Mauritz besuchte das Gymnasium in Duisburg und studierte von 1886 bis 1889 Theologie an der Universität Bonn, der Universität Tübingen und der Universität Berlin. Sein Studium führte ihn zu einer sehr liberalen Theologie. 1889 und 1892 schloss er das Studium mit seinen beiden Examina in Koblenz ab.
Von 1889 bis 1892 war er Hilfsprediger am Bremer Dom und  ab 1892 Prediger an der deutschen evangelischen Gemeinde in Manchester, wo damals bis zu 5000 Deutsche lebten. 1897 wurde er vierter Prediger am Bremer Dom. Von 1915 bis 1946 war er Pastor Primarius, also Erster Pastor, am Bremer Dom.
Seine liberalen Predigten und die von Albert Kalthoff und Friedrich Steudel prägten den Bremer Radikalismus; sie begeisterten, führten aber auch zu Konflikten. 1900 gab er die trinitarische Taufformel aus Gewissensbedenken auf und benutzte die Formel: „ich taufe dich im Aufblick zu Gott dem All-Einen, in dem wir leben, weben und sind, welchen die christliche Kirche als Vater, Sohn und heiligem Geist bekennt“. Nach deutschlandweiten Protesten intervenierte das preußische Konsistorium beim Bremer Senat. 1905 erklärt der Bremer Senat, dass nur Taufen nach der trinitarischen Formel gültig seien. Über 300 von 650 Taufen wurden wiederholt. Die Prediger Mauritz, Kalthoff und Steudel wurden 1906 Mitglieder des Deutschen Monistenbundes, gegründet vom Naturphilosophen und Freidenker Ernst Haeckel (1834–1919). Kalthoff wurde 1906 Vorsitzender des Deutschen Monistenbundes und verstarb im gleichen Jahr. Mauritz und Steudel musste den Bund auf Druck des Senats 1907 wieder verlassen.
Bei seiner Religionsauffassung von einer Religion als Seelenfeier vermittelte Mauritz allgemeine Lebensregeln an Stelle von üblichen Bibelsprüchen. Er war kein Mitglied der NSDAP; seine Predigten waren unpolitisch und von der Achtung des Lebens geprägt. Sein Verhältnis zum Domprediger und Landesbischof Heinz Weidemann (1895–1976), seit 1933 in der NSDAP, war auch in schwierigen Situationen loyal und seelsorgerisch. Nach dem Zweiten Weltkrieg wandte er sich scharf gegen den Nationalsozialismus. 1946 wurde er emeritiert.
Mauritz war ein Verfechter der Geistesfreiheit im Sinne des klassischen Idealismus von  Goethe und Kant. Die Bibel und die philosophischen und literarischen Werke der Weltliteratur waren für ihn gleichwertig.
Mauritz war seit 1892 verheiratet mit der Kaufmannstochter Anna Schröder aus Bremen; beide hatten zwei Kinder.